# فوزية السندي
فوزية محمد عبد الرحمن السندي (1957) شاعرة وصحفية بحرينية. ولدت في المنامة. مجازة في التجارة والاقتصاد من جامعة القاهرة، 1977. عملت في العديد من المجالات المصرفية من 1978 حتى 1986. هي عضو في أسرة الأدباء والكتاب في البحرين. لها دواوين شعرية عديدة.

## سيرتها
ولدت فوزية بنت محمد بن عبد الرحمن السندي في المنامة سنة 1957 م/ 1376 هـ ونشأت بها. دخلت المدارس السرمسية وتخرجت من الثانوية - توجيهيعلمي، ثم التحقت بعدها بكلية التجارة بجامعة القاهرة فحصلت على شهادة البكالوريوس في التجارة والاقتصاد من جامعة القاهرة سنة 1977، وتعتبر إحدى أول البحرينيات اللاتي سافرن إلى الخارج للدراسة الجامعية بعد استقلال البحرين في 1971. 

عملت بعد عودتها في العديد من المجالات المصرفية البحرينية منذ 1978 حتى 1986. أنتسب إلى أسرة الأدباء والكتاب في البحرين وقد شاركت في عضوية أكثر من هيئة إدارية للأسرة. أسست مركز عبر العالم للتدريب على برامج الحاسوب 1990- 2000. دخلت الصحافة وعملت كاتبة عمود منتظمة في المجلات والمنشورات الإقليمية مثل بانيبال. ساهمت في هيئة تحرير في كل من المجلات كلمات والبحرين الثقافية. وساهمت أيضًا في كتابة أدبية صوت"في جريدة الخليج الإماراتية.

## شعرها
بدأت تهتم بالشعر منذ 1957، ونشرت قصائدها في الصحف والمجلات البحرينية والخليجية والعربية بين عام 1979-80. أصدرت ديوانها الأولى استفاقات في 1982. شاركت في العديد من المهرجانات الشعرية والأدبية. قد ترجمت أشعارها إلى عدة لغات.

## مؤلفاتها
من دواوينها الشعرية:
- استفاقات، 1982
- هل أرى ما حولي، هل أصف ما حدث، 1986
- حنجرة الغائب، 1992
- آخر المهب، 1998
- ملاذ الروح، 1999
- رهينة الألم ، 2005
- أسمى الأحوال، 2009
- تلك التي أحبها، 2020.[8]